# Іван Мітчелл
Іван Гледстоун Мітчелл (англ. Ivan Gladstone "Mike" Mitchell, 9 липня 1893, Вінніпег — 8 травня 1942, Вінніпег) — канадський хокеїст, що грав на позиції воротаря.
Володар Кубка Стенлі.

## Ігрова кар'єра
Професійну хокейну кар'єру розпочав 1914 року.
Протягом професійної клубної ігрової кар'єри, що тривала 9 років, захищав кольори команд «Портленд Роузбадс» та «Торонто Сент-Патрікс».
Усього провів 22 матчі в НХЛ
У 1922 році, граючи за команду «Торонто Сент-Патрікс», став володарем Кубка Стенлі.